# Kissology Volume Two: 1978-1991
Kissology Volume Two: 1978-1991 är en DVD av KISS. Den släpptes den 14 augusti 2007 och innehåller 3 DVD + en bonus-DVD. Volymen omfattar åren 1978-1991. Disc 4 har bara tryckts upp i begränsad upplaga, men dock i tre olika utgåvor.

## Disc 1
- Land Of Hype And Glory with Edwin Newman – 10 januari 1978
- The Tomorrow Show With Tom Snyder – 31 oktober 1979
- Kiss in Attack of The Phantoms European Theatrical Cut - 1979

## Disc 2
Music Video – (1980)
1. Shandi

CNN Interview with Peter Criss – (9/24/80)
Countdown – (9/21/80)
Rockpop – (9/13/80)
1. She’s So European
2. Talk To Me

KISS Invades Australia – (11/80) Documentary
Sydney Showground
Sydney, Australia – (11/22/80)
1. Detroit Rock City
2. Cold Gin
3. Strutter
4. Shandi
5. Calling Dr. Love
6. Firehouse
7. Talk To Me
8. Is That You
9. 2000 Man
10. I Was Made For Lovin’ You
11. New York Groove
12. Love Gun
13. God Of Thunder
14. Rock And Roll All Nite
15. Shout It Out Loud
16. King Of The Night Time World
17. Black Diamond

Fridays – (1/15/82)
1. The Oath
2. A World Without Heroes
3. I

Top Pop – (11/82)
1. I Love It Loud

## Disc 3
Maracana Stadium
Rio De Janeeiro, Brazil –(6/18/83)
1. Creatures Of The Night
2. Cold Gin
3. Calling Dr. Love
4. Firehouse
5. I Love It Loud
6. War Machine
7. Black Diamond
8. Rock And Roll All Nite

MTV Special: KISS Unmasking –(9/18/83)
Cascais Hall
Lisbon, Portugal – (10/11/83)
1. Creatures Of The Night
2. Detroit Rock City

The Spectrum
Philadelphia, PA – (12/18/87)
1. Love Gun
2. Bang Bang You
3. No, No, No
4. Crazy Crazy Nights
5. Reason To Live

The Palace At Auburn Hills
Detroit, MI – (10/14/90)
1. I Stole Your Love
2. Deuce
3. Heaven’s On Fire
4. Crazy Crazy Nights
5. Black Diamond
6. Shout It Out Loud
7. Strutter
8. Calling Dr. Love
9. I Was Made For Lovin’ You
10. Fits Like A Glove
11. Hide Your Heart
12. Lick It Up
13. God Of Thunder
14. Forever
15. Cold Gin
16. Tears Are Falling
17. I Love It Loud
18. Love Gun
19. Detroit Rock City
20. I Want You
21. Rock And Roll All Nite

Day In Rock – (11/25/91)
1. MTV News excerpt

Music Video – (1991)
1. God Gave Rock ‘N’ Roll To You II

## Disc 4 (Bonus Discs)
Capital Centre – Largo, MD – 7/7/79 (Dynasty Tour)
1. Radioactive
2. Move On
3. Calling Dr. Love
4. Firehouse
5. New York Groove
6. I Was Made For Lovin' You
7. Love Gun
8. Tossin' And Turnin'
9. God Of Thunder
10. Shout It Out Loud
11. Black Diamond
12. Detroit Rock City
13. Rock And Roll All Nite

Budokan Hall – Tokyo Japan – 4/21/88 (Crazy Nights Tour)
1. Love Gun
2. Cold Gin
3. Crazy Crazy Nights
4. Heaven's On Fire
5. War Machine
6. I Love It Loud
7. Lick It Up
8. I Was Made For Lovin' You
9. Detroit Rock City

The Ritz – New York City – 8/13/88 (Crazy Nights Tour)
1. Deuce
2. Love Gun
3. Fits Like A Glove
4. Heaven’s On Fire
5. Cold Gin
6. Black Diamond
7. Firehouse
8. Crazy Crazy Nights
9. Calling Dr. Love
10. War Machine
11. Tears Are Falling